# Flávio São Thiago
Flávio Corrêa de São Thiago (Rio de Janeiro, 22 de maio de 1945 – Rio de Janeiro, 14 de setembro de 2002) foi um ator brasileiro.

## Biografia
Ator de cinema, teatro e com algumas passagens pela TV, Flávio participou de mais de 40 espetáculos teatrais, fez parte durante cinco anos do Teatro Oficina e tem no seu currículo a participação em 35 filmes, tendo recebido o Kikito, prêmio máximo do Festival de Cinema de Gramado em 1986 pelo bon vivant e boêmio inveterado Hermínio em "Fulaninha", filme de David Neves.
Flávio São Thiago faleceu em seu apartamento, no bairro de Copacabana, após sofrer um infarto fulminante, em 14 de setembro de 2002, aos 57 anos de idade.

## Atuação na televisão
- 1996 - O Campeão
- 1993 - Guerra sem Fim
- 1989 - Capitães da Areia
- 1987 - Corpo Santo .... Anselmo
- 1983 - Guerra dos Sexos - policial que investiga o suposto rapto de Analu por Nando, no início
- 1980 - Um Homem Muito Especial

## Atuação no cinema
- 2003 - O Vestido
- 2000 - Bossa Nova
- 1997 - O Que É Isso, Companheiro?
- 1995 - O Monge e a Filha do Carrasco
- 1990 - Carnaval
- 1988 - Dedé Mamata
- 1988 - Jorge, um brasileiro
- 1987 - Um Trem para as Estrelas
- 1987 - Feliz Ano Velho
- 1986 - Fulaninha
- 1985 - Além da Paixão
- 1985 - O Rei do Rio
- 1984 - Amenic - Entre o Discurso e a Prática
- 1983 - O Rei da Vela
- 1982 - Índia, a Filha do Sol
- 1982 - Menino do Rio
- 1982 - Tensão no Rio
- 1981 - O Beijo no Asfalto
- 1981 - Eu Te Amo
- 1981 - A Mulher Sensual
- 1980 - Prova de Fogo
- 1979 - Amor Bandido
- 1979 - A República dos Assassinos
- 1978 - O Bom Marido
- 1978 - Nos Embalos de Ipanema
- 1978 - Pequenas Taras
- 1977 - Gente Fina É Outra Coisa
- 1976 - Encarnação
- 1975 - O Casal
- 1975 - O Flagrante
- 1974 - O Amuleto de Ogum
- 1972 - Jogo da Vida e da Morte
- 1970 - Gamal, O Delírio do Sexo
- 1969 - O Bravo Guerreiro

## Prêmios
XIV Festival de Gramado
- Melhor Ator Coadjuvante por Fulaninha (1986).